# Gridley, Kansas
Gridley là một thành phố thuộc quận Coffey, tiểu bang Kansas, Hoa Kỳ. Năm 2010, dân số của xã này là 341 người.

## Dân số
Dân số các năm:
- Năm 2000: 372 người
- Năm 2010: 341 người